# Three Wishes
Three Wishes is een Amerikaanse realityserie, gepresenteerd door Amy Grant.
In het programma Three Wishes worden dromen van ongelukkige mensen verwezenlijkt. Het gaat hierbij niet alleen om een gezin, maar kan ook gaan over families en een kleine gemeenschap. Per aflevering worden drie wensen vervuld door Amy Grant en haar team.

## Seizoen één
Het eerste seizoen van Three Wishes bestaat uit tien afleveringen
1. Sonora, Californië
2. Clovis, New Mexico
3. Brookings, South Dakota
4. Le Mars, Iowa
5. Covington, Georgia
6. Terugkeer van militairen
7. Cedar City, Utah
8. New Philadelphia-Dover, Ohio
9. Kerst wensen
10. Ik wens dat ik Bill Gates ben